# Stevan Dedijer
Stevan Dedijer (Sarajevo, 25. lipnja 1911. – Dubrovnik, 13. lipnja 2004.), bio je nuklearni fizičar, novinar, ratni junak i obavještajac , jugoslavenski akademik i jedan od pionira poslovnoga obavještajstva, izvještajne djelatnosti i poslovnih izvjesnica. Diplomirao na Princetonu, kao američki padobranac sudjelovao u iskrcavanju u Normandiji, Tito mu je povjerio izradu atomske bombe, a kao jugoslavenski disident emigrirao je u Švedsku i osnovao katedru za obavještajnu djelatnost na sveučilištu u Lundu.

## Životopis

### Djetinjstvo i školovanje
Stevan Dedijer rođen je 1911. godine u Sarajevu, u Bosni i Hercegovni. Roditelji su mu bili srpske nacionalnosti, Milica i Jefto Dedijer. Srednju školu pohađao je u Rimu u Collegio Internazionale Monte Mario. Diplomirao je 1930. godine u školi Taft School u Watertownu u Connecticutu, SAD. Godine 1934. stekao je svjedodžbu iz fizike na sveučilištu Princeton.

### Karijera
Na početku karijere radio je u prodajnom odjelu The New York Timesa i u istraživačkom odjelu Newsweeka u New Yorku i kao urednik u tjedniku Komunističke Partije Free Speech u Pittsburghu. U Drugomu svjetskom ratu služio je u američkoj vojsci od 1942. do 1945. godine kao padobranac, dok mu se brat Vladimir Dedijer istovremeno borio na strani Titovih partizana. Po završetku rata dolazi u Jugoslaviju, gdje radi kao novinar u Borbi, urednik u Politici i kao pomoćnik direktora Tanjug-a, a u razdoblju od 1949. do 1954. godine bio je i glavni voditelj Beogradskog nuklearnog instituta, a kasnije radi na Institutu Ruđer Bošković u Zagrebu.
Kasnije je živio u Švedskoj, gdje je radio na sveučilištu Lund University. Bio je jedan od suosnivača švedske obavještajne mreže BISNES.
Govorio je više jezika (njemački, francuski, talijanski, engleski, ruski i švedski), te je bio autorom više knjiga. Također, za života je stekao mnoga poznanstva i kontakte, primjerice kao onaj s danskim znanstvenikom Nielsom Bohrom, a za rad na svom području dobio je mnoga priznanja.
Umro je u svom domu u Dubrovniku, 2004. godine.

## Djela
- The world jumper, Dubrovnik, 2001.
- Stevan Dedijer - My Life of Curiosity and Insights, A Chronicle of the 20th Century, Lund, 2009. (posmrtno izdato i uređeno od Carin i Miki Dedijer)
- Špijun kojeg smo voljeli: autobiografija, VBZ, Zagreb, 2011. (priredili Carin Dedijer i Miki Dedijer)

## Privatni život
Stevan Dedijer imao je tri supruge: Dolly, Ivanka i Carin – američke, hrvatske i švedske nacionalnosti. 

## Vanjske poveznice
- Stevan Dedijer, Kraj mita "Velika Srbija"  Arhivirana inačica izvorne stranice od 26. rujna 2011. (Wayback Machine)
- (srp.) Stevan Dedijer, Velika Srbija i mali glupi akademici (otvoreno pismo Zoranu Đinđiću)
- (boš.) Sa profesorom Stevanom Dedijerom o ideji i ideolozima Velike Srbije  Arhivirana inačica izvorne stranice od 12. kolovoza 2010. (Wayback Machine)
- (boš.) Intervju Stevan Dedijer, svjedok 20. stoljeća I dio, II dio  Arhivirana inačica izvorne stranice od 16. studenoga 2011. (Wayback Machine), III dio  Arhivirana inačica izvorne stranice od 16. studenoga 2011. (Wayback Machine)